# Argentré-du-Plessis
Argentré-du-Plessis (Argantreg-ar-Genkiz in bretone, Arjantrae in gallo) è un comune francese di 4 298 abitanti situato nel dipartimento dell'Ille-et-Vilaine nella regione della Bretagna.

## Società

### Evoluzione demografica
Abitanti censiti